# Rudolf Rickenbacher
Rudolf Rickenbacher (* 15. November 1915; † 4. Juni 1940) war ein Schweizer Militärpilot. Er war der erste Angehörige der Schweizer Armee, der in den Kampfhandlungen zwischen der Schweiz und Deutschland im Zweiten Weltkrieg ums Leben kam.

## Leben
Rickenbacher wuchs in Gutenburg im Oberaargau auf und begann ein Ingenieurstudium an der ETH Zürich. Ab August 1938 leistete er als Leutnant der Fliegerkompanie 15 Aktivdienst.
Am 4. Juni 1940 flog Rickenbacher in einer Bf 109 mit  Oberleutnant Rudolf Suter eine Zweierpatrouille zur Abwehr deutscher Flugzeuge, die in den Schweizer Luftraum eindrangen. Bei Saignelégier im Jura kam es zu einem Luftkampf mit drei deutschen Flugzeugen, in dessen Verlauf Rickenbachers Maschine abstürzte. Das Flugzeug wurde bei Boécourt gefunden, Rickenbachers Leiche rund 400 Meter davon entfernt. Die Untersuchung ergab, dass Rickenbacher geschossen hatte, aber am Öltank getroffen wurde. Das Feuer machte das Flugzeug unlenkbar, und die hohen Fliehkräfte schleuderten den Piloten aus seinem Sitz.
Rickenbachers Tod wurde zwei Tage später in den Schweizer Zeitungen nur kurz vermerkt. Der Pilot wurde in Lotzwil unter grosser Anteilnahme der Öffentlichkeit militärisch bestattet. Unter anderen entsandte der deutsche Reichsmarschall Hermann Göring einen Kranz, den wütende Lotzwiler zerrissen haben sollen.